# Christine Arnothy
Christine Arnothy (Budapest, 20 de noviembre de 1930-6 de octubre de 2015) fue una escritora húngarofrancesa.

## Biografía
Christine Arnothy nació en Budapest (Hungría) en 1930. Desde entonces ha escrito numerosos libros. Entre ellos destaca por méritos propios Tengo quince años y no quiero morir (1955), libro en el que narra su vida y cómo escapó de Budapest durante la Segunda Guerra Mundial. Hubo de cruzar Hungría junto a sus padres. Cuando llegó a Francia sólo tenía una cosa: las hojas que había arrancado a su diario y se había guardado en los bolsillos de la ropa. Mucho después y partiendo de recuerdos en lugar de sus notas escribió una continuación: No es tan fácil vivir, narra el viaje de Viena a París donde se asentó y casó. Tardó diez años en atreverse a afrontar los hechos que tuvo que vivir durante su infancia.
Escribió también novelas policíacas bajo el seudónimo William Dickinson.
Su obra Tengo quince años y no quiero morir es considerada un clásico que ha sido comparada a Diario de Ana Frank y elogiada por muchos autores como Sándor Márai. La acogida crítica fue espectacular en su país y en el mundo anglosajón donde ha habido múltiples ediciones. De esta obra ha vendido, a lo largo de los años, más de tres millones de ejemplares.

## Premios
- 1954, Gran Premio de la Verdad
- 1966, Prix des Quatre-Jurys
- 1976, Gran Premimo de la novela de la Academia Francesa
- 1980, Premio Interallié
- 1989, Premio Casa de la Prensa

## Obras
- 1955,  Tengo quince años y no quiero morir, Fayard.
- 1980, Toutes les chances plus une, Fayard. Premio Interallié
- 2009, Une valse à Vienne, Fayard.